# New York Crimes
(Henry White a John Yesterday)
New York Crimes, conosciuto fuori da Spagna e Italia come Yesterday, è un videogioco d'avventura horror sviluppato dalla Pendulo Studios, pubblicato dalla FX Interactive e distribuito dalla Namco Bandai per Microsoft Windows nel 2012. La storia del videogioco è ambientata a New York, dove si stanno verificando alcune sparizioni di barboni, che poi vengono rinvenuti inceneriti. Contemporaneamente ad alcuni soggetti compare sulla mano una strana cicatrice a forma di "Y". Il giocatore controlla il personaggio di John Yesterday, un facoltoso giovane a cui è comparsa la misteriosa "Y" sul palmo della mano.

## Trama
Agli albori del 2012 a New York da tempo si susseguono macabri omicidi. Le vittime preferite di questo serial killer sono i mendicanti. Il suo modus operandi è comunemente quello di dare fuoco alle sue vittime, lasciandole morire tra patimenti e sofferenze.

### Capitolo 1: Nelle rovine di Cadway Station
- Personaggi giocabili: Henry White

Dopo un prologo in cui vengono mostrate le ultime vittime dell'"Assassino dei Barboni", lo studente universitario Henry White viene incaricato dalla direttrice dell'associazione benefica "'I Figli di Don Chisciotte' di perlustrare le rovine della stazione di 'Cadway Station' per il ritrovamento di eventuali diseredati. Arrivato a destinazione con l'amico Samuel Cooper, Henry scende dal furgone dell'associazione, ed afferrata una torcia, si appresta ad entrare fra le rovine della stazione. Qui viene fatto prigioniero da Boris (un mendicante pazzo che perse suo figlio in una tragedia ferroviaria anni prima) e condotto con la forza da Choke, un uomo anziano divenuto il "re" della stazione, nonché sacerdote e fondatore di un proprio culto religioso. Choke incolpa Henry di aver profanato il suolo sacro del suo tempio e, nonostante le giustificazioni di questi, il sacerdote sottopone lo studente ad una prova di intelligenza: Vincere quattro partite di scacchi. Nonostante Henry riesca a superare le prove, Choke si rifiuta ancora di lasciare libero il ragazzo. L'uomo si rivolge quindi agli altri membri della setta (che si rivelano essere dei manichini abbandonati) e, volgendosi a Dio, emana la sentenza sul destino di Henry: divenire preda dei ratti, affinché attraverso la morte la sua anima possa trovare pace. Mentre Choke si prepara alla cerimonia, Boris sorveglia Henry. Questi, approfittando della pazzia di Boris, riesce a rubare una cornetta dalla tasca del suo cappotto e chiamare (grazie all'ausilio di una tastiera) l'amico Cooper, ancora seduto nel furgone.

### Capitolo 2: Cooper alla riscossa
- Personaggi giocabili: Samuel Cooper

Cooper, ricevendo la chiamata dell'amico, scende dal furgone e si introduce anch'egli nella stazione. Dopo una rapida ricerca, egli trova Choke in procinto di concludere la cerimonia di espiazione. Nonostante la sua scarsa intelligenza, Cooper riesce a reperire una pistola in uno sgabuzzino abbandonato della stazione e, in preda a flashback della sua traumatica infanzia e ad una furia omicida, irrompe nel tempio di Choke, interrompendo il rituale, e uccidendo Choke stesso. Salvato Henry, i due studenti ritornano al furgone, soddisfatti di avere due mendicanti a cui "non dare fuoco". Mentre il veicolo si mette in moto, Choke si rialza miracolosamente sotto gli occhi increduli di Boris, che scoppia in una fragorosa risata.

### Capitolo 3: A Parigi - Decifrando il mistero
- Personaggi giocabili: John Yesterday

Tre anni dopo lo scontro a Cadway Station, Henry (diventato ormai un ricco capitano d'industria) convoca un suo ex-dipendente affetto da amnesia: John Yesterday. Segue un dialogo tra i due personaggi. John apprende di essere figlio di un famoso specialista in sette sataniche, che aveva condotto numerosi studi sui "'Figli della Carne'" (una setta adoratrice del Diavolo, apparentemente scomparsa dalla faccia della terra alla fine dell'anno 1498). L'uomo apprende inoltre di aver tentato il suicidio qualche mese prima, in una camera di un hotel a Parigi, dove si era diretto per condurre di persona una ricerca sui Figli della Carne.
John, intenzionato più che mai a sapere di più sul suo passato e chi egli sia veramente, si dirige sotto incarico di Henry, all'hotel parigino dove tentò di uccidersi, nella speranza di trovare indizi che aiutino a smascherare l'assassino di barboni, ormai ribattezzato come l"Inquisitore". Dopo aver parlato con l'addetto alla reception Albert Fontaine, John riesce a scoprire una cassaforte nascosta dietro ad un quadro nella sua stanza. Dopo averla aperta, egli ne scopre il contenuto: un biglietto per il "Le Tout", un negozio di antiquariato.

### Capitolo 4: L'antiquariato
- Personaggi giocabili: John Yesterday

Seguendo le indicazioni riportate sulla lettera, John si dirige al "Le Tout", il negozio di antiquaria. Avvicinandosi alla commessa del negozio, John viene colto da un improvviso flashback. Egli conosceva la donna del negozio ed aveva avuto una storia d'amore con lei. La ragazza, di nome Pauline Petit era la figlia del famoso ricercatore Julian Petit (morto suicida qualche mese prima). John si sente in colpa per aver abbandonato Pauline, quando egli era a Parigi per condurre le ricerche sui Figli della Carne. La donna, con un'espressione beffarda, intima John ad andarsene dal negozio. Tuttavia, durante il flashback, John ricorda anche che tempo addietro Pauline gli confidò che suo padre teneva una sorta di diario, in cui erano celati tutte le notizie relative alla setta. Dopo aver reperito il diario all'interno di una croce nello studio di Pauline, John si ritrova nel bel mezzo di una sparatoria: un cliente apparentemente innocuo sfodera una pistola e la punta verso Pauline (non prima di aver ucciso a sangue freddo altri due clienti nell'ingresso del negozio). John riesce a mettersi al riparo nel retrobottega del negozio, dove nota un'armatura da samurai con in mano una katana. Osservando l'oggetto, John assiste ad un ennesimo flashback, che lo riporta in Tibet.

### Capitolo 5: Viaggio nel tempo - Tra Tibet e New York
- Personaggi giocabili: John Yesterday

Nel pungente freddo tibetano, John (allo stremo delle sue forze) si fa strada fra le montagne, riuscendo a raggiungere un tempio dove risiede un monaco di nome Olhak. Qui, Olhak si propone come insegnante di John, sottoponendolo a numerose prove. Al termine dell'addestramento, John domanda all'insegnante perché egli non abbia ancora appreso l'arte del maneggiare la katana (stretta tra le fauci del drago Jak). Olhak si giustifica definendo John come "non ancora pronto". Aggiunge inoltre che per maneggiare la katana di Jak occorrono intelligenza e perseveranza. Seguendo le richieste del maestro, John riesce (mediante l'utilizzo di sacchi di sabbia ed una corda) a suonare l'enorme campana del tempio. Olhak si congratula con John per la riuscita della sua impresa e accetta di insegnargli a combattere con la spada. Terminato il flashback, John irrompe nel negozio brandendo la katana e disarmando il cliente irrequieto (che si rivela essere Marcel Léon, un killer di rinomata fama). Afferrata la pistola, Pauline uccide erroneamente il killer e, in preda alla disperazione, accetta di aiutare John nella sua ricerca. Improvvisamente, John assiste ad un ennesimo flashback: in cui egli si appresta a saltare giù da un'altissima torre. La scena si sposta al manicomio Happy Dale, per visitare Boris.